# Grande Prêmio da Itália de 2009
Resultados do Grande Prêmio da Itália de Fórmula 1 realizado em Monza em 13 de setembro de 2009. Décima terceira etapa do campeonato, foi vencido pelo brasileiro Rubens Barrichello, que subiu ao pódio junto a Jenson Button numa dobradinha da Brawn-Mercedes, com Kimi Räikkönen em terceiro pela Ferrari.

## Resumo
- Jaime Alguersuari largou dos boxes por ter trocado peças do carro após o treino de classificação.
- Essa foi a última vitória e último pódio de Rubens Barrichello, e além de ser a última vitória brasileira na Fórmula 1.
- 101ª vitória brasileira.
- Oitava e última vitória da equipe Brawn GP (seis de Button e duas de Barrichello).
- Quarta e última dobradinha da Brawn, a única com Barrichello à frente de Button.
- Ultimo pódio de Kimi Räikkönen na equipe até retornar no Grande Prêmio do Barein de 2012 e o da equipe Ferrari no ano de 2009.
- Primeira melhor volta de Adrian Sutil e da Force India.
- Primeira e única vez em 2009 que Adrian Sutil pontua, a última vez que Adrian Sutil pontuou foi no Grande Prêmio do Japão de 2007 ainda pela Spyker, um jejum de 32 corridas.
- Estreia de Vitantonio Liuzzi na Force India.

## Classificação da prova
Carros com KERS estão marcados com "‡"

### Treinos classificatórios
| Pos.    | Nº | Piloto               | Equipe               | Q1       | Q2       | Q3       | Grid | Notas      |
| ------- | -- | -------------------- | -------------------- | -------- | -------- | -------- | ---- | ---------- |
| 1       | 1‡ | Lewis Hamilton       | McLaren-Mercedes     | 1:23.375 | 1:22.973 | 1:24.066 | 1    |            |
| 2       | 20 | Adrian Sutil         | Force India-Mercedes | 1:23.576 | 1:23.070 | 1:24.261 | 2    |            |
| 3       | 4‡ | Kimi Räikkönen       | Ferrari              | 1:23.349 | 1:23.426 | 1:24.523 | 3    |            |
| 4       | 2‡ | Heikki Kovalainen    | McLaren-Mercedes     | 1:23.515 | 1:23.528 | 1:24.845 | 4    |            |
| 5       | 23 | Rubens Barrichello   | Brawn-Mercedes       | 1:23.483 | 1:22.976 | 1:25.015 | 5    |            |
| 6       | 22 | Jenson Button        | Brawn-Mercedes       | 1:23.403 | 1:22.955 | 1:25.030 | 6    |            |
| 7       | 21 | Vitantonio Liuzzi    | Force India-Mercedes | 1:23.578 | 1:23.207 | 1:25.043 | 7    |            |
| 8       | 7‡ | Fernando Alonso      | Renault              | 1:23.708 | 1:23.497 | 1:25.072 | 8    |            |
| 9       | 15 | Sebastian Vettel     | Red Bull-Renault     | 1:23.558 | 1:23.545 | 1:25.180 | 9    |            |
| 10      | 14 | Mark Webber          | Red Bull-Renault     | 1:23.755 | 1:23.273 | 1:25.314 | 10   |            |
| 11      | 9  | Jarno Trulli         | Toyota               | 1:24.014 | 1:23.611 |          | 11   |            |
| 12      | 8‡ | Romain Grosjean      | Renault              | 1:23.975 | 1:23.728 |          | 12   |            |
| 13      | 5  | Robert Kubica        | BMW Sauber           | 1:24.001 | 1:23.866 |          | 13   |            |
| 14      | 3‡ | Giancarlo Fisichella | Ferrari              | 1:23.828 | 1:23.901 |          | 14   |            |
| 15      | 6  | Nick Heidfeld        | BMW Sauber           | 1:23.584 | 1:24.275 |          | 15   |            |
| 16      | 10 | Timo Glock           | Toyota               | 1:24.036 |          |          | 16   |            |
| 17      | 17 | Kazuki Nakajima      | Williams-Toyota      | 1:24.074 |          |          | 17   |            |
| 18      | 16 | Nico Rosberg         | Williams-Toyota      | 1:24.121 |          |          | 18   |            |
| 19      | 12 | Sébastien Buemi      | Toro Rosso-Ferrari   | 1:24.220 |          |          | 19   |            |
| 20      | 11 | Jaime Alguersuari    | Toro Rosso-Ferrari   | 1:24.951 |          |          | 20   | [ nota 2 ] |
| Fontes: |    |                      |                      |          |          |          |      |            |

### Corrida
| Pos.    | Nº | Piloto               | Construtor           | Voltas | Tempo/Diferença     | Grid | Pontos     |
| ------- | -- | -------------------- | -------------------- | ------ | ------------------- | ---- | ---------- |
| 1       | 23 | Rubens Barrichello   | Brawn-Mercedes       | 53     | 1:16:21.706         | 5    | 10         |
| 2       | 22 | Jenson Button        | Brawn-Mercedes       | 53     | + 2.866             | 6    | 8          |
| 3       | 4‡ | Kimi Räikkönen       | Ferrari              | 53     | + 30.664            | 3    | 6          |
| 4       | 20 | Adrian Sutil         | Force India-Mercedes | 53     | + 31.131            | 2    | 5          |
| 5       | 7‡ | Fernando Alonso      | Renault              | 53     | + 59.182            | 8    | 4          |
| 6       | 2‡ | Heikki Kovalainen    | McLaren-Mercedes     | 53     | + 1:00.693          | 4    | 3          |
| 7       | 6  | Nick Heidfeld        | BMW Sauber           | 53     | + 1:22.412          | 15   | 2          |
| 8       | 15 | Sebastian Vettel     | Red Bull-Renault     | 53     | + 1:25.407          | 9    | 1          |
| 9       | 3‡ | Giancarlo Fisichella | Ferrari              | 53     | + 1:26.856          | 14   |            |
| 10      | 17 | Kazuki Nakajima      | Williams-Toyota      | 53     | + 2:42.163          | 17   |            |
| 11      | 10 | Timo Glock           | Toyota               | 53     | + 2:43.925          | 16   |            |
| 12      | 1‡ | Lewis Hamilton       | McLaren-Mercedes     | 52     | Acidente            | 1    | [ nota 3 ] |
| 13      | 12 | Sébastien Buemi      | Toro Rosso-Ferrari   | 52     | Seguiu o safety car | 19   | [ nota 4 ] |
| 14      | 9  | Jarno Trulli         | Toyota               | 52     | + 1 volta           | 11   |            |
| 15      | 8‡ | Romain Grosjean      | Renault              | 52     | + 1 volta           | 12   |            |
| 16      | 16 | Nico Rosberg         | Williams-Toyota      | 51     | + 2 voltas          | 18   |            |
| Ret     | 21 | Vitantonio Liuzzi    | Force India-Mercedes | 22     | Transmissão         | 7    |            |
| Ret     | 11 | Jaime Alguersuari    | Toro Rosso-Ferrari   | 19     | Câmbio              | 20   | [ nota 2 ] |
| Ret     | 5  | Robert Kubica        | BMW Sauber           | 15     | Vazamento de óleo   | 13   |            |
| Ret     | 14 | Mark Webber          | Red Bull-Renault     | 0      | Colisão             | 10   |            |
| Fontes: |    |                      |                      |        |                     |      |            |

## Tabela do campeonato após a corrida
| Pos.    | Piloto             | Pontos |
| ------- | ------------------ | ------ |
| 1       | Jenson Button      | 80     |
| 2       | Rubens Barrichello | 66     |
| 3       | Sebastian Vettel   | 54     |
| 4       | Mark Webber        | 51,5   |
| 5       | Kimi Räikkönen     | 40     |
| Fontes: |                    |        |

| Pos.    | Construtor       | Pontos |
| ------- | ---------------- | ------ |
| 1       | Brawn-Mercedes   | 146    |
| 2       | Red Bull-Renault | 105,5  |
| 3       | Ferrari          | 62     |
| 4       | McLaren-Mercedes | 47     |
| 5       | Toyota           | 38,5   |
| Fontes: |                  |        |

- Nota: Somente as primeiras cinco posições estão listadas.